# Raymond Lefevre
Raymond Lefèvre (20. listopadu 1929 Calais – 27. června 2008 Seine-Port) byl francouzský dirigent, aranžér a skladatel zejména filmové hudby.

## Diskografie
- 1957 – Fric-frac en dentelles s Peterem van Eyckem
- 1964 – Četník ze Saint Tropez
- 1965 – Četník v New Yorku (s Paulem Mauriatem)
- 1967 – Senzační prázdniny
- 1968 – Četník se žení
- 1970 – Četník ve výslužbě
- 1979 – Četník a mimozemšťané
- 1981 – Zelňačka
- 1982 – Četník a četnice